# Bantistel
Bantistel (Cirsium canum) är en växtart i familjen korgblommiga växter.

## Utbredning
Bantistel är inhemsk i centrala och östra Europa inklusive europeiska Ryssland, men har spridit sig västerut till Frankrike.
I Sverige finns det enda beståndet av bantistel på en före detta banvall mellan Bara och Malmö. Det etablerades på 1890-talet, förmodligen med fröer som följde med tåg från Europa.